# San Bonifacio (diaconia)
La diaconia di San Bonifacio era situata nella XIII Regione di Roma (Augustea). La sua chiesa fu costruita tra la fine del VI secolo e l'inizio del VII. Alla fine del X secolo veniva comunemente chiamata diaconia di Sant'Alessio. All'inizio del XII secolo la diaconia dei Santi Nereo e Achilleo fu elevata al rango di titolo presbiterale e quella di San Bonifacio fu soppressa. Le due diaconie furono sostituite da quelle di San Nicola in Carcere e da quella di Santa Maria in Portico Octaviae. Il 13 aprile 1587 papa Sisto V, con la costituzione apostolica Religiosa riammise Sant'Alessio come titolo presbiteriale. Oggi è noto come Santi Bonifacio e Alessio.